# Schijnpoort (stație de premetrou din Antwerpen)
Schijnpoort (în română Poarta Schijn) este o stație a premetroului din Antwerpen, care face parte din rețeaua de tramvai din Antwerpen. Stația este situată în nordul orașului, sub strada Schijnpoortweg, nu departe de gara de marfă Antwerpen-Schijnpoort.

## Caracteristici
Schijnpoort este a doua stație de premetrou pentru tramvaiele liniilor 3 (din 1996), 6 (din 2007) și 2 (din 2012), și prima stație de premetrou de pe traseul liniei 5 (din 2006). Ea a fost inaugurată pe 1 aprilie 1996, odată cu cei circa 3,2 km de tunel dintre stațiile Opera și Sport. Pe 4 martie 2006 a fost lansată linia de tramvai 5, care nu mai ajunge în stația Sport, ci continuă spre Wijnegem printr-o porțiune a premetroului nefolosită până atunci, între Schijnpoort și Ten Eeckhovelei, ieșind la suprafață printr-o rampă de acces construită la est de stația Schijnpoort.
În direcția stației Handel, pe partea stângă, se desprinde un tunel nefolosit al premetroului, construit pe sub Pothoekstraat. Acest tunel, care trece prin stațiile fantomă Stuivenberg, Sint-Willibrordus și Carnot înainte de a ajunge la Astrid și Opera, a fost inițial destinat tramvaielor liniei 12, care ar fi înlocuit pe acea porțiune linia 3 de la suprafață.
Decorația stației Schijnpoort este caracterizată de săgeți în culorile semnelor de circulație și de prezența unor ferestre rotunde între scările rulante și peroane.
La nivelul -1 se află un hol pentru bilete cu două ieșiri spre suprafață, câte una pentru fiecare parte a Schijnpoortweg. La nivelul -2 se află peronul spre stația Handel, în timp ce peronul spre stația Sport este situat la nivelul -3.

## Imagini

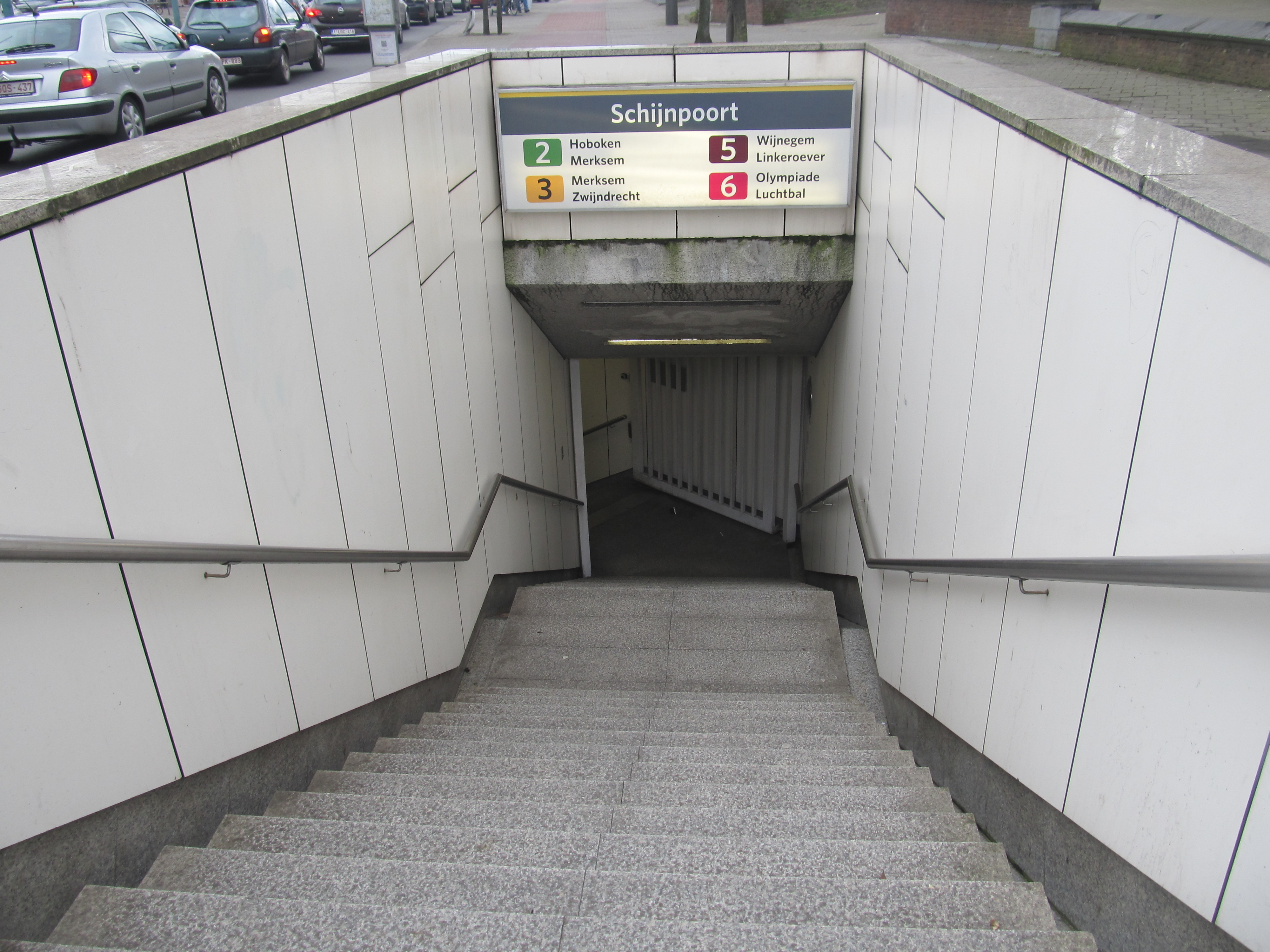
Gura stației de premetrou Schijnpoort.